# MSC Seaview
MSC Seaview — второй круизный корабль класса Seaside, построенный для MSC Cruises. На судне имеется 1931 каюта, в которых может разместиться 5119 пассажиров, и 1413 членов экипажа. Судно создано специально для тёплой погоды. На момент спуска это был 14-й крупнейшее круизное судно в мире, после Freedom of the Seas и Independence of the Seas. Это крупнейшее круизное судно, когда-либо построенное Fincantieri и имеет уникальный аквапарк Forest Aquaventure, построенный канадской фирмой WhiteWater West.

## История
22 мая 2014 года компания MSC Cruises заказала у Fincantieri два новых судна класса Seaside MSC Seaside и MSC Seaview с датой сдачи ноябрь 2017 года и май 2018 года. 
Строительство судна началось 16 октября 2015 года с первого сварочного шва. 
2 февраля 2016 состоялась традиционная церемония вставки монет в корпус судна.. 
9 июня 2018 судно приняло церемонию крещения.  
Крёстной стала Софи Лорен.10 июня 2018 судно отправилось в инаугурационный круиз. 